# 7800° Fahrenheit
| Оценки критиков | Оценки критиков |
| Источник        | Оценка          |
| --------------- | --------------- |
| AllMusic        | [ 2 ]           |
| Rolling Stone   | [ 3 ]           |

7800° Fahrenheit — второй студийный альбом американской рок-группы Bon Jovi. Вышел 27 марта 1985 года на лейбле Mercury Records.
В название альбома вынесена температура плавления камня.
Музыкальный критик Джонни Лофтус с AllMusic положительно оценивает альбом, видя в нём продолжение группой курса на «завлекательное сочетание динамики хард-рока с наглыми обертонами поп-метала» (англ. engaging mix of hard rock dynamics and blatant pop-metal overtones) и «накачку» перед будущим взрывом популярнейшего третьего альбома Slippery When Wet.
Л. М. Мартин же в своей книге Jon Bon Jovi: The Sinner and the Saint.: The New Unauthorised Biography отзывается об альбоме 7800° Fahrenheit как о «незапоминающемся» (англ. largely forgettable).
Альбом достиг 37-го места в США (в чарте Billboard Hot 100) и был по продажам сертифицирован золотым.

## Список композиций
| №   | Название                        | Автор(ы)                                                  | Длительность |
| --- | ------------------------------- | --------------------------------------------------------- | ------------ |
| 1.  | «In and Out of Love»            | Джон Бон Джови                                            | 4:25         |
| 2.  | «The Price of Love»             | Джон Бон Джови                                            | 4:14         |
| 3.  | «Only Lonely»                   | Джон Бон Джови, Дэвид Брайан                              | 5:02         |
| 4.  | «King of the Mountain»          | Джон Бон Джови, Ричи Самбора                              | 3:54         |
| 5.  | «Silent Night»                  | Джон Бон Джови                                            | 5:07         |
| 6.  | «Tokyo Road»                    | Джон Бон Джови, Ричи Самбора                              | 5:41         |
| 7.  | «The Hardest Part Is the Night» | Джон Бон Джови, Ричи Самбора, Дэвид Брайан                | 4:25         |
| 8.  | «Always Run to You»             | Джон Бон Джови, Ричи Самбора                              | 5:00         |
| 9.  | «To the Fire»                   | Джон Бон Джови, Ричи Самбора, Дэвид Брайан                | 4:27         |
| 10. | «Secret Dreams»                 | Джон Бон Джови, Ричи Самбора, Тико Торрес, Билл Грабовски | 4:56         |